# Itamus
Itamus is een geslacht van kevers uit de familie van de loopkevers (Carabidae). De wetenschappelijke naam van het geslacht is voor het eerst geldig gepubliceerd in 1849 door Loew.

## Soorten
Het geslacht Itamus omvat de volgende soorten:
- Itamus castaneus Schmidt-Goebel, 1846
- Itamus cavicola (Moore, 1978)
- Itamus dentatus Andrewes, 1919
- Itamus kaszabi Jedlicka, 1968